# Psychiatrisch Centrum Dr. Guislain

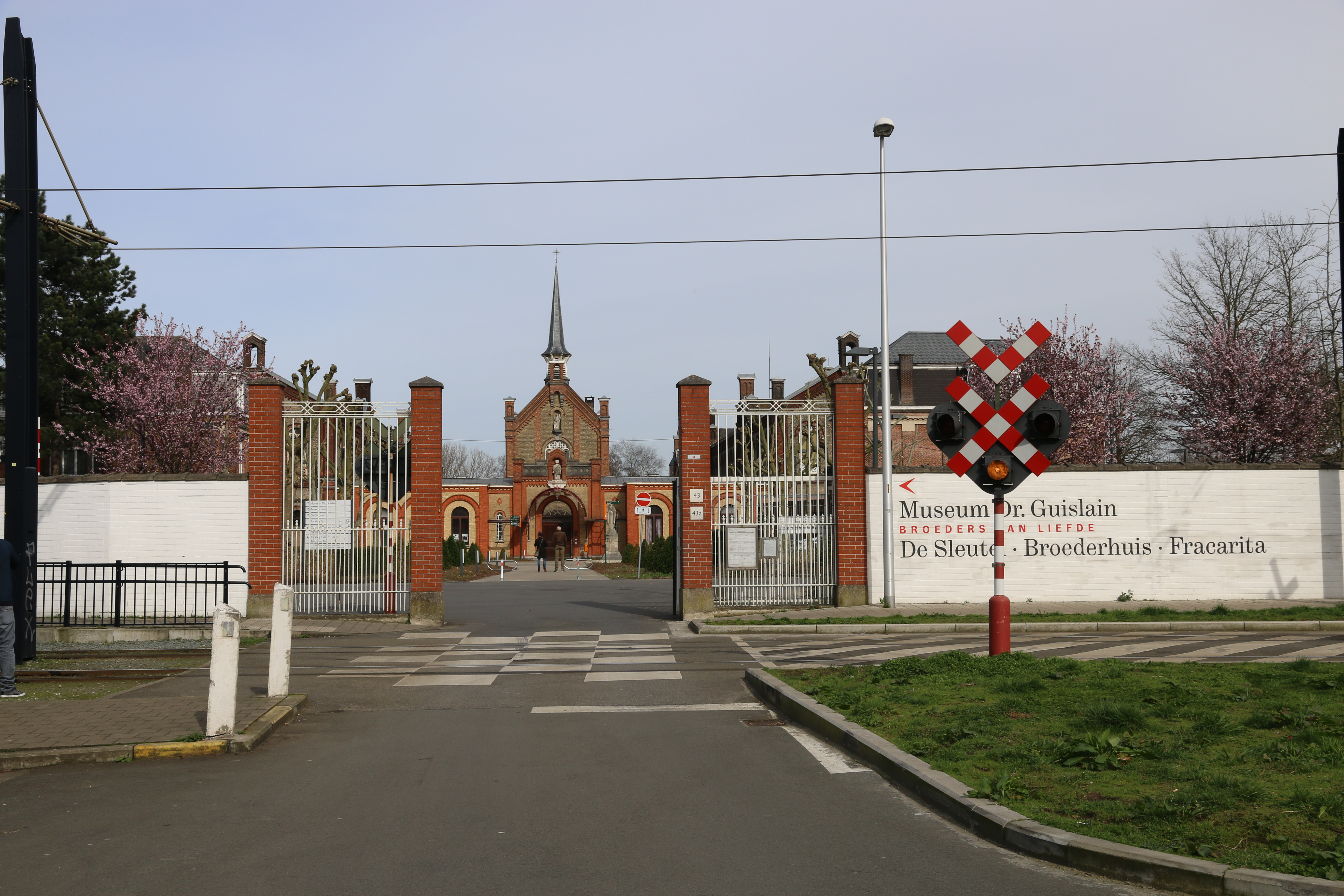
Inrijpoort van de instelling

Psychiatrisch centrum dr. Guislain is een psychiatrisch ziekenhuis gelegen in de Bloemekenswijk in de Belgische stad Gent.
Het werd in de 19e eeuw (1857) gesticht onder impuls van Dr. Jozef Guislain en kanunnik Petrus Jozef Triest. Het ziekenhuis behoort tot de congregatie Broeders van Liefde. In 1997 fuseerde het ziekenhuis met het Neuropsychiatrisch Centrum St-Alfons, dat in 1842 onder impuls van dezelfde bezielers opgericht werd teneinde gegoede burgers psychiatrische zorg aan te bieden. Het psychiatrisch centrum dr. Guislain nam op last van de Commissie van de Godshuizen en Gasthuizen ook armlastige patiënten op. In de twintigste eeuw werd met de uitbouw van het sociaal zekerheidssysteem dit verschil tussen beide uitgevlakt. Sinds de fusie in 1997 functioneert het geheel als één ziekenhuis gespreid over beide oorspronkelijke locaties in Gent. Later werd de kinderpsychiatrische afdeling Fioretti opgericht op campus De Deyne.
Op de campus zijn eveneens het Museum Dr. Guislain (gevestigd in oud gebouw) en Vormingscentrum Guislain gevestigd.